# Максимова, Елена Геннадьевна
Елена Геннадьевна Максимова (род. 9 августа 1979, Севастополь) — российская певица, финалист телепроекта «Голос» 2 сезон на Первом канале, ведущая концертов на главных площадках страны, экс-солистка группы «Non Stop», победительница суперсезона проекта «Точь-в-точь», участница шоу «Три аккорда» на «Первом канале», финалист российского национального отбора на «Евровидение-2012», экс-солистка группы «REFLEX», финалист вокального конкурса «Новая волна 2008», участница и исполнительница главной женской роли в Мюзикле We will rock you Россия.

## Биография

### Ранние годы
Елена Максимова родилась в августе 1979 года в Крыму. В городе Севастополе прошли детские и юношеские годы певицы. Отец Максимовой — Геннадий Николаевич, был военным. Мать — Нина Михайловна — педагог, работала воспитательницей в детском саду, в том же, куда ходила дочь. Петь девочка начала с раннего детства, так как уже в 4 года у неё обнаружился абсолютный слух и хороший голос. Максимова пела и выступала почти без остановки. В детском саду она была практически бессменной Снегурочкой и Красной Шапочкой. Её коронным номером была песня дрессировщицы слона. Накрывшись серым расписным покрывалом, воспитательница изображала слона, а юная артистка пела. Родители всячески развивали способности ребёнка и отдали дочь в музыкальную школу, а уже в 11 лет девочка пела в ансамбле «Мульти-Макс», одном из самых известных детских коллективов Украины. В составе этого танцевального кружка она посетила многие города страны и стала лауреатом многих телеконкурсов. Мать не успевала одновременно работать и сопровождать дочь на конкурсы, поэтому ей пришлось уволиться и посвятить себя ребёнку. Музыкальную школу Максимова окончила по классу фортепиано.

### Карьера
Несмотря на то, что с детства Елена Максимова мечтала о карьере артиста, её родители настояли на том, чтобы дочь получила серьёзное образование, поэтому после выпускного она отдала документы в СевГТУ на факультет иностранных языков, который окончила, получив красный диплом. Но после окончания вуза она все же решила осуществить свою мечту и поступила в РАТИ ГИТИС, а именно в его Черноморское отделение, где обучалась три года.
Их курс базировался в Театре Матросский клуб, который принадлежит Черноморскому флоту России. Там её заметил дирижер оркестра штаба флота и пригласил стать солисткой оркестра Черноморского флота. Они ходили на корабле «Керчь». Это был бесценный певческий опыт, так как вместе с оркестром она часто выступала и принимала участие в крупных конкурсах, а в 1998 году в этом составе представляла Россию в Каннах на Фестивале военных оркестров. В это же время она стала победительницей фестиваля под названием «Ялта-Москва-Транзит».
В 2004 году Елене Максимовой удалось пройти кастинг на участие в российской постановке мюзикла We Will Rock You, оставив позади себя более 1000 претенденток и попав в основной состав, где её музыкальным консультантом стал Брайан Мэй, гитарист группы Queen. Молодая вокалистка удивила музыканта своим тембром и произношением. После Брайана Мэя её вторым музыкальным наставником стал бас-гитарист мюзикла Дэнни Миранда (Danny Miranda). Он также записал басы в некоторых песнях будущего альбома Максимовой.
В 2006 году продюсер Вячеслав Тюрин пригласил молодую певицу в свой новый проект, который он назвал группа «Non Stop». Именно в составе этой новой поп-группы Максимова приняла участие в музыкальном фестивале «Пять звезд».
В 2008 году девушка становится финалисткой международного конкурса молодых вокалистов «Новая Волна», где она исполнила песню «Крылья ангела», которая долго была одной из наиболее часто скачиваемых композиций в интернете. В 2009 году она стала одной из солисток группы «REFLEX», где проработала почти два года.
В марте 2009 года в концертном зале Москвы «Мир» прошла премьера нового проекта композитора Павла Кашина — «Декаданс», голосом этой группы стала Елена Максимова. В составе этого проекта Максимова исполнила более 10 композиций на английском языке.
В 2012 году Елена Максимова стала участницей и дошла до финала национального отбора «Евровидения-2012» с песней «Brave», написанной шведскими авторами.

### Политические взгляды
В 2022 году Елена Максимова поддержала нападение России на Украину, дала концерт в госпитале для проходящих лечение участников вторжения на Украину.

## Участие в телепроектах
В 2013 году Елена Максимова проходит «слепые прослушивания» 2-го сезона шоу «Голос», исполнив песню «Run to You». На слепых прослушиваниях все судьи повернулись, чтобы увидеть исполнительницу, но выбрала она в качестве наставника Леонида Агутина. Максимова дошла до полуфинала конкурса, где выступила с кавер-версией «Back in the U.S.S.R.» группы The Beatles.
Закрепить успех она смогла в этом же году. Первый канал пригласил её на второй сезон шоу перевоплощений «Точь-в-точь», где Елена Максимова предстала перед телезрителями в более чем 15-ти образах. Среди них — перевоплощение в Майкла Джексона с его «Black or White», песня из кинофильма «Титаник» «My Heart Will Go On» в образе Селин Дион и «Подмосковные вечера».
В 2016 году Елена Максимова приняла участие в проекте «Точь-в-точь. Суперсезон», в который были приглашены самые яркие и запомнившиеся участники предыдущих сезонов. Финал шоу состоялся 22 января 2017 года, а Елена Максимова, набрав самое большое количество баллов (299), стала победительницей. В финальном выпуске «Суперсезона» Елена Максимова предстала перед зрителями в образе Земфиры.

## Дискография
| - Я с тобой - Тебя не отпущу - Слышишь, отошел - Счастье внутри - До рассвета - Будь со мной - Наш первый Новый Год - Крылья ангела - Когда любовь придёт - Простилась - Футбол это круто - Невесомые слова - Подружки - Мимо лета - Новый год - Лето - Креститель - Простилась - Please Go Away - Brave | - Девочка ветер - Мой любимый город - Се-ля-ви - Белая метелица - Я на всё согласна - Фараон - Falling in Love - What For - Lies and Kisses - Moscow (Dangerous Town) - Last Dance - Sadness - Two angels - Song about Love - Гимн кинофестиваля «Герой и время» - Гимн вокального конкурса «Пять звёзд» - Гимн Москвариума |

## Видеография
- 2014 — клип на песню «Наш первый Новый Год». Участники трёх сезонов шоу «Голос» приняли участие в съемках клипа, Николай Агутин сыграл роль волшебника, а сама Максимова воплотилась в девушку, с которой случилось чудо в канун праздника[32].
- 2015 — клип на песню «Тебя не отпущу» (Автор музыки и слов — Леонид Агутин, режиссёр Ирина Миронова), премьера состоялась 23 января 2015 года на YouTube[33] .
- 2016 — клип на песню «Невесомые слова» (Автор музыки и слов — Николай Агутин), Съёмки клипа проходили в Венеции[34].
- 2017 — клип на песню «До Рассвета» (Автор музыки и слов Алексей Малахов, режиссёр Анна Ренебе)[35].
- 2018 — клип на песню «Я с тобой» (Автор музыки и слов Елена Максимова, режиссёр Алан Бадоев)[36].
- 2019 — клип на песню «Новогодняя Москва» Елена Максимова и Алекс Балыков (Автор музыки и слов Евгений Скрипкин).